# Anne Evers
Anne Evers (Dordrecht, 18 januari 1960) is een Nederlands voormalig voetballer die uitkwam voor FC Dordrecht, Fortuna Sittard, Vitesse en FC Wageningen. Hij speelde als middenvelder.